# Wyspy Magdaleny

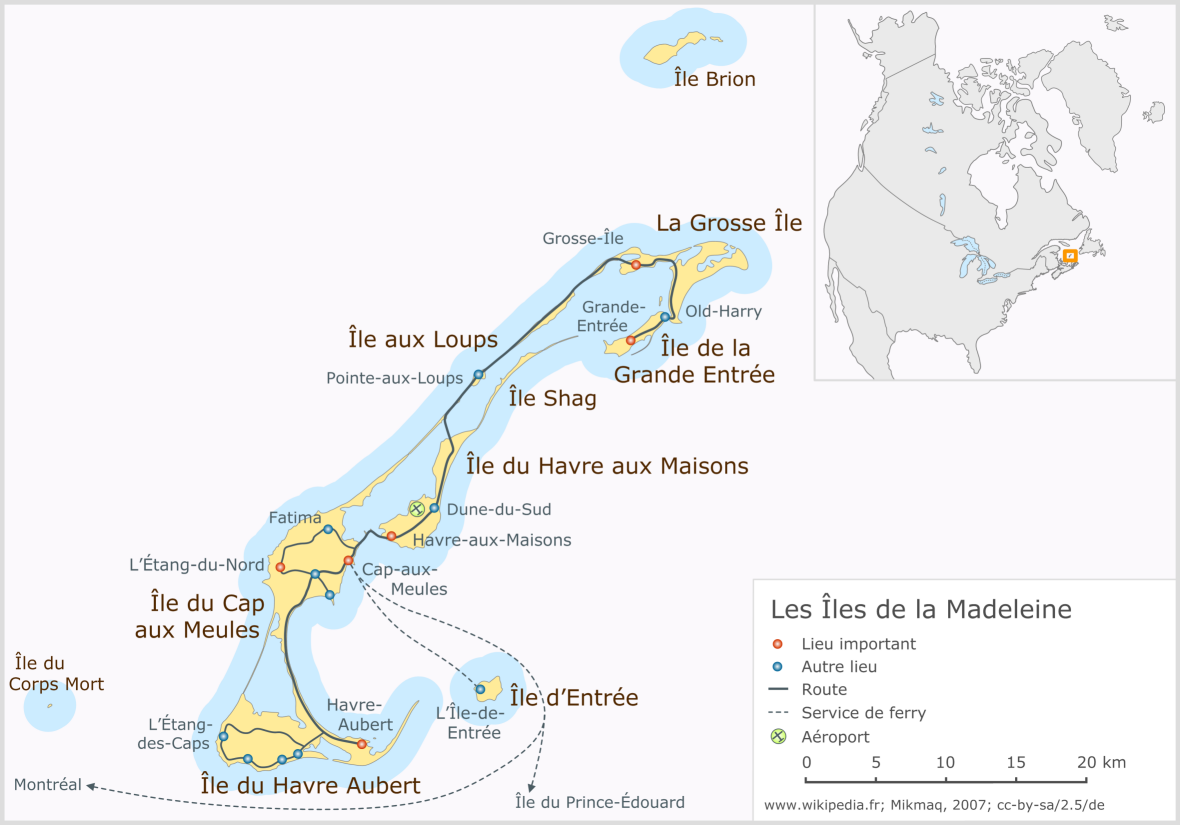
Wyspy Magdaleny

Wyspy Magdaleny (fr. Îles de la Madeleine, ang. Magdalen Islands) − niewielki archipelag wysp w Zatoce Świętego Wawrzyńca w Kanadzie. Terytorialnie należą do prowincji Quebec, choć geograficznie wyspy te są bliższe prowincji Nowa Szkocja, głównie ze względu na pochodzenie etniczne mieszkańców i na dominujący tutaj język akadiański francuski. Ich łączna powierzchnia wynosi 205,53 km². 
Pierwszym Europejczykiem na wyspach był Jacques Cartier przybyły tu w 1534 roku. Pierwsze zasiedlenie tych terenów przez francuskich osadników nastąpiło w 1755 roku po deportacji Akadian (zob. Akadia) z terenów Nowej Szkocji.

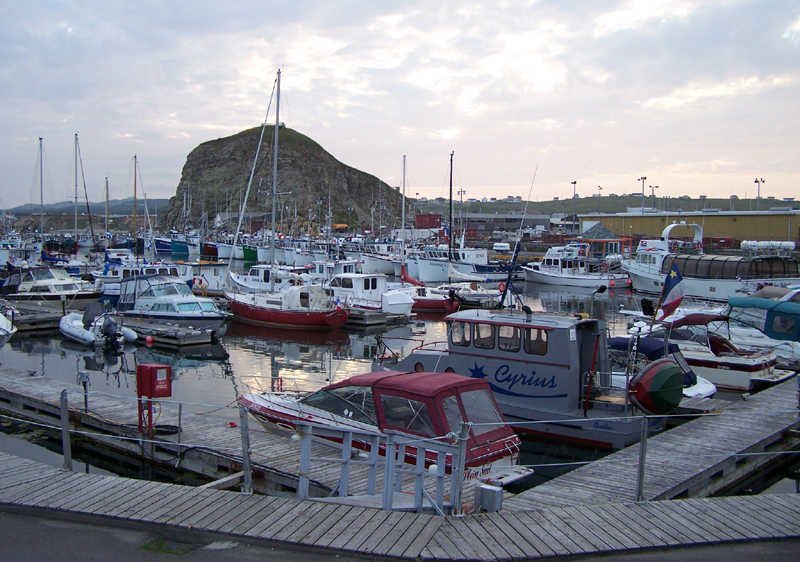
Port na wyspie Cap-aux-Meules

Dziś wyspy zamieszkane są przez  12.824 osób, ludność anglojęzyczna stanowi tu niewielką mniejszość. Gospodarka wysp oparta jest w głównej mierze na turystyce.